# Linus Andersson (fotbollsspelare)
Linus Andersson, född 6 juni 1996, är en svensk fotbollsspelare. Hans far, Per-Ola Andersson, spelade över 200 A-lagsmatcher för Falkenbergs FF.

## Karriär
Andersson började spela fotboll som sexåring i Falkenbergs FF. I juni 2015 flyttades han upp i A-laget och skrev på ett 2,5-årskontrakt. Andersson debuterade i Superettan den 9 april 2017 i en 2–2-match mot Trelleborgs FF, där han blev inbytt i den 26:e minuten mot skadade Tobias Englund. I augusti 2017 spelade Andersson två matcher på lån i Ullareds IK. I december 2017 förlängde han sitt kontrakt i Falkenbergs FF med ett år.
Den 3 januari 2019 värvades Andersson av Tvååkers IF. Inför säsongen 2020 gick han till Ullareds IK.